# Reinhold Boeltzig
Reinhold Arthur Hermann Boeltzig, auch Böltzig, (* 9. März 1863 in Berlin-Luisenstadt; † 4. Februar 1941 in Berlin) war ein deutscher Bildhauer.

## Leben
Reinhold Boeltzig wurde 1863 als Sohn der Wilhelmine Henriette, geb. Berg, und des Julius Adolph Oswald Boeltzig in Berlin geboren. Die Mutter starb als Boeltzig sechs Jahre alt war. Der Vater war zunächst als Dekorations- und Theatermaler, später als Kolorist und Musterzeichner, wohl auch als Schneidermeister tätig. Nach dem Tod seiner ersten Frau heiratete er erneut und starb 1881.
Mit der Schneiderin Henriette Auguste Martha Wiese, die Boeltzig 1887 heiratete, hatte er vier Söhne und zwei Töchter. Sie starb 1933.
Boeltzig verstarb 1941 in Berlin und fand seine letzte Ruhestätte auf dem Friedhof Steglitz.

## Schaffen
Boeltzig besuchte eine höhere Privatschule und mit 14 Jahren die Kunstschule in Berlin. Er arbeitete während dieser Zeit im Atelier des Bildhauers Heinrich Pohlmann. 1880 verarmte die Familie und nach dem Tod des Vaters war Boeltzig gezwungen, eine Buchdruckerlehre bei der Woltersdorf’schen Druckerei in Gransee zu beginnen. Den Gautschbrief erhielt er 1886.
Bei der Zeitschrift Das Pfarrhaus in Leipzig wurde Boeltzig 1885 Redakteur und literarischer Verlagsleiter. Danach war er als Korrektor bei der Kreuzzeitung tätig und übersetzte unter anderem Werke Søren Kierkegaards.
Ein Stipendium von Georg von Siemens und folgende Staatsstipendien ermöglichten ihm, von 1896 bis 1900 an der Akademie der Künste zu studieren. Dort war er Atelierschüler von Gerhard Janensch und Peter Breuer. Nach 1904 arbeitete Boeltzig an der Akademie in einem Schüleratelier. 1930 wurde er zum Professor ernannt. Sein Atelier befand sich in der Rückertstraße 13 (ab 1930 Nr. 17) in Berlin-Steglitz. Das Gebäude überstand den Krieg nicht.

## Werke
Boeltzigs Werke wurden unter anderem von der Aktiengesellschaft Gladenbeck in Bronze gegossen. Einige seiner Werke sind:

### Figuren
- Mädchenbüste (Große Berliner Kunstausstellung 1897)[7]
- Die Geschwister und Knabenbüste (Große Berliner Kunstausstellung 1898)[8]
- Eine Frage (1901) in Bronze und Marmor. Ein Exemplar erwarb die Hamburger Kunsthalle.[9] Ein weiteres stand im Garten der  Villa Brandt in Berlin-Zehlendorf und wurde 1976 von der Sportjugend Berlin erworben. Es stand zunächst am Sitz dieser auf der Bastion Brandenburg der Zitadelle Spandau. Mit dem Umzug der Sportjugend steht es seit 1986 vor dem Eingang des Landessportbundes Berlin am Olympiastadion.[10]
- Marmorbüsten (1907) von Friedrich Eberhard von Rochow und von Karl Abraham von Zedlitz in der Ritterakademie in Brandenburg an der Havel zum 200-jährigen Jubiläum derselben.
- Reifenwerferin (1908) in Bronze und Porzellan. Ein Exemplar in Bronze und Lebensgröße wurde durch die Stadt Leipzig erworben und im Sommer 1908 an der westlichen Seite des Museums der bildenden Künste am Augustusplatz aufgestellt und 1942 eingeschmolzen. Ein anderes soll sich 1990 in Privatbesitz in Berlin befunden haben.[9][11][5][12] Die Bulgarische Botschaft in Berlin besaß ein Exemplar, das zwischen Dezember 2021 und Juni 2022 aus einer nicht genutzten Liegenschaft entwendet worden ist. Anfang Januar 2023 veröffentlichte die Polizei dazu eine Fahndungsmeldung.[13][14] Das Modell wurde 1909 von der Königlich-Sächsischen Porzellan-Manufaktur Meissen erworben (Formennummer A.235, jetzt unter EDV-Formennummer 73301) und in Porzellan mit hellgrünem Gewand hergestellt. Sie wurde noch in letzter Zeit vertrieben. In blauem Gewand wurde es in einer Auflage von 100 Stück in der Serie Limitierte Meisterwerke vertrieben.[15][16]
- Frau Irmgart von N. (Große Berliner Kunstausstellung 1907) in Marmor[17]
- Fruchtsammlerin (Große Berliner Kunstausstellung 1907 und 1908) in Bronze[18]
- Sünderin (1908) war in Marmor und Lebensgröße im Besitz von Paul Strassmann.[19]
- Jesusfigur (1906), in Eichenholz und Lebensgröße in der Christuskirche in Garstedt, Stadtteil von Norderstedt, ein anderes Exemplar war im Logenhaus der Großen National-Mutterloge „Zu den drei Weltkugeln“.[19][20]
- Versuchung / Liegende (1911)
- Jesusfigur „Friede sei mit euch“ (1921), in Eichenholz, in der Krieger-Ehrenhalle der Kirche in Hornow.[19][21]
- Monument zur Erinnerung an die Toten des Weltkriegs / Kriegerehrenmal im Logenhaus „Zu den drei Weltkugeln“, ist im Zweiten Weltkrieg zerstört worden.[9][19]

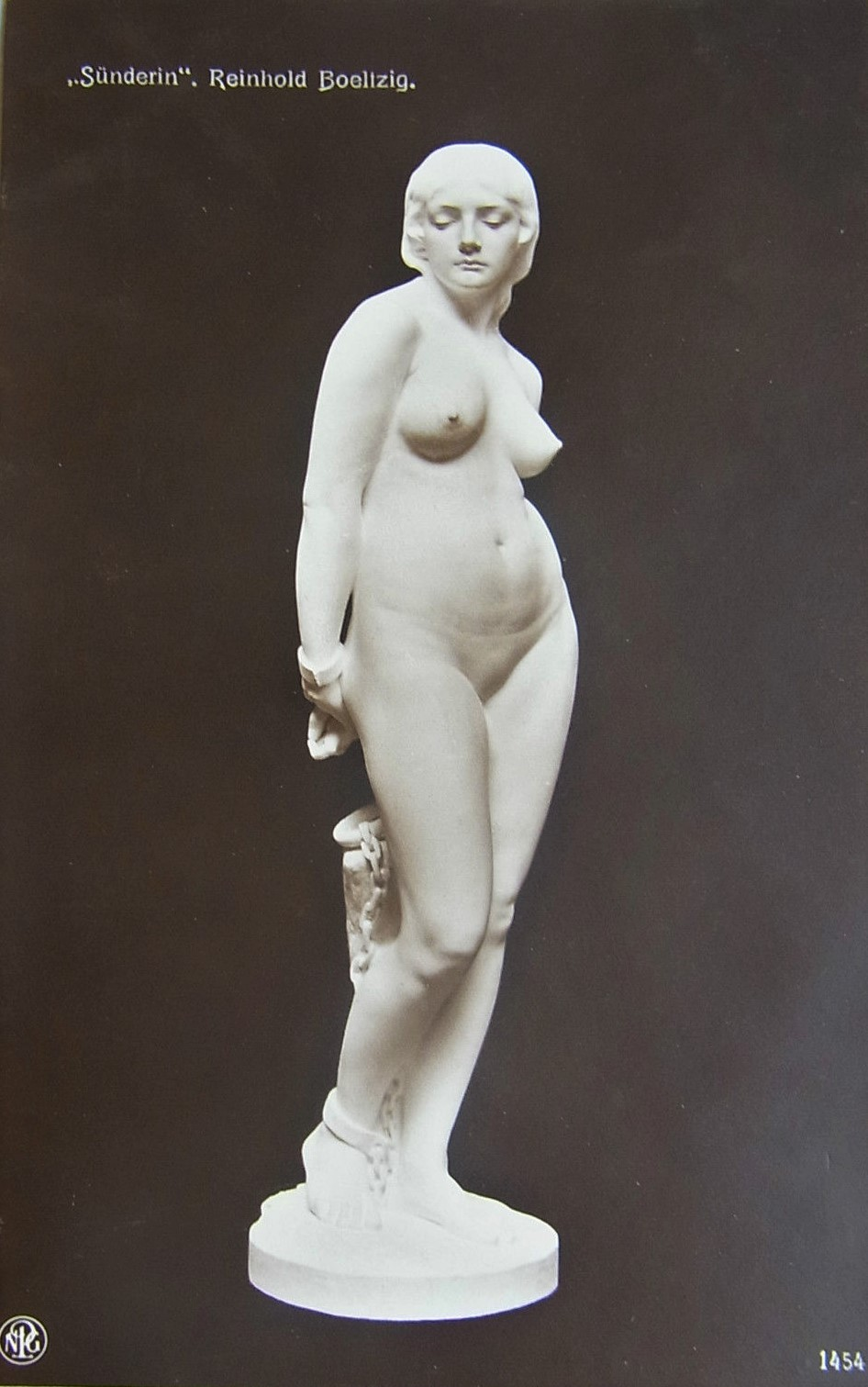
Die Sünderin (1908)
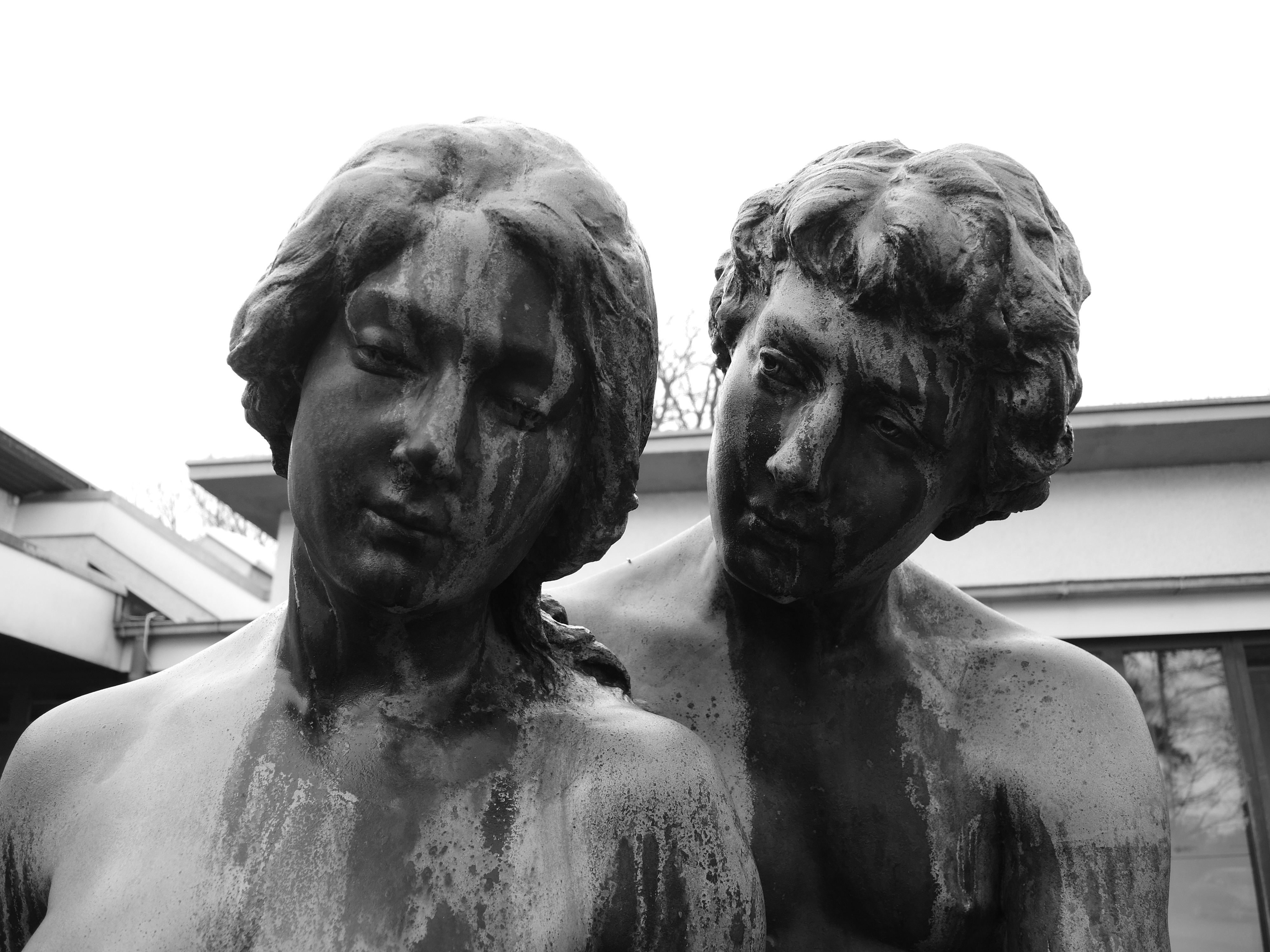
Eine Frage (1901)
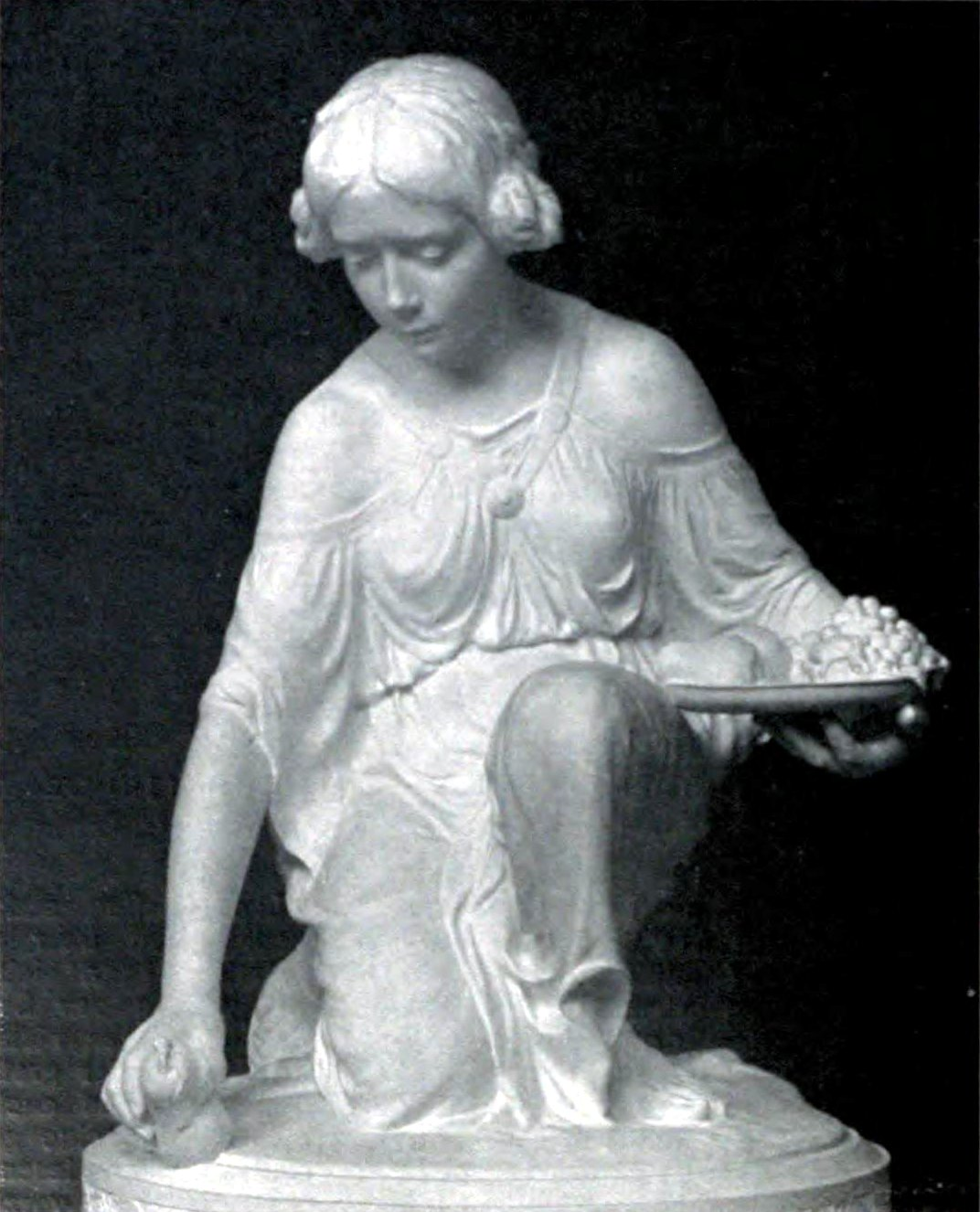
Fruchtsammlerin (Große Berliner Kunstausstellung 1908)
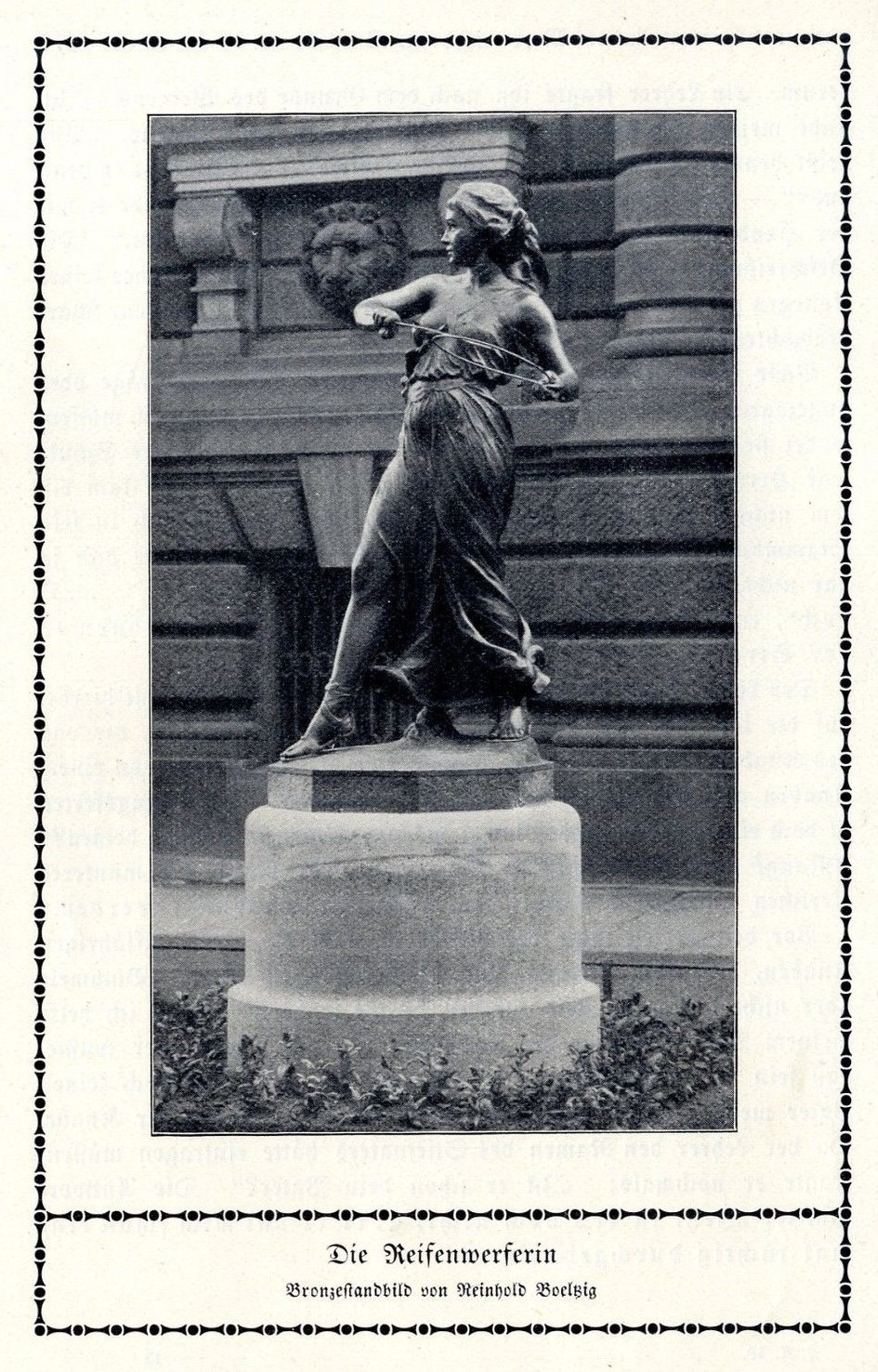
Die Reifenwerferin (1910)

### Reliefs
- Friedrich der Große (1907), Bronzerelief an der Pyramide von Reckahn. Es wurde 1921 gestohlen, später erneuert und ging im Zweiten Weltkrieg verloren. Ein zweites Exemplar soll es im Park von Wulkow gegeben haben. Dessen Verbleib ist unklar.[22][9][19]
- Grabrelief Taudies (1912) am Grab von Ida Taudies (1860–1911), Luisenstädtischer Friedhof am Südstern, Berlin-Kreuzberg.[9]
- Grabmal (1918) der Familie Gültzow auf dem Friedhof Ohlsdorf, Hamburg-Ohlsdorf.Relief am Grabmal der Familie Gültzow, Friedhof Ohlsdorf

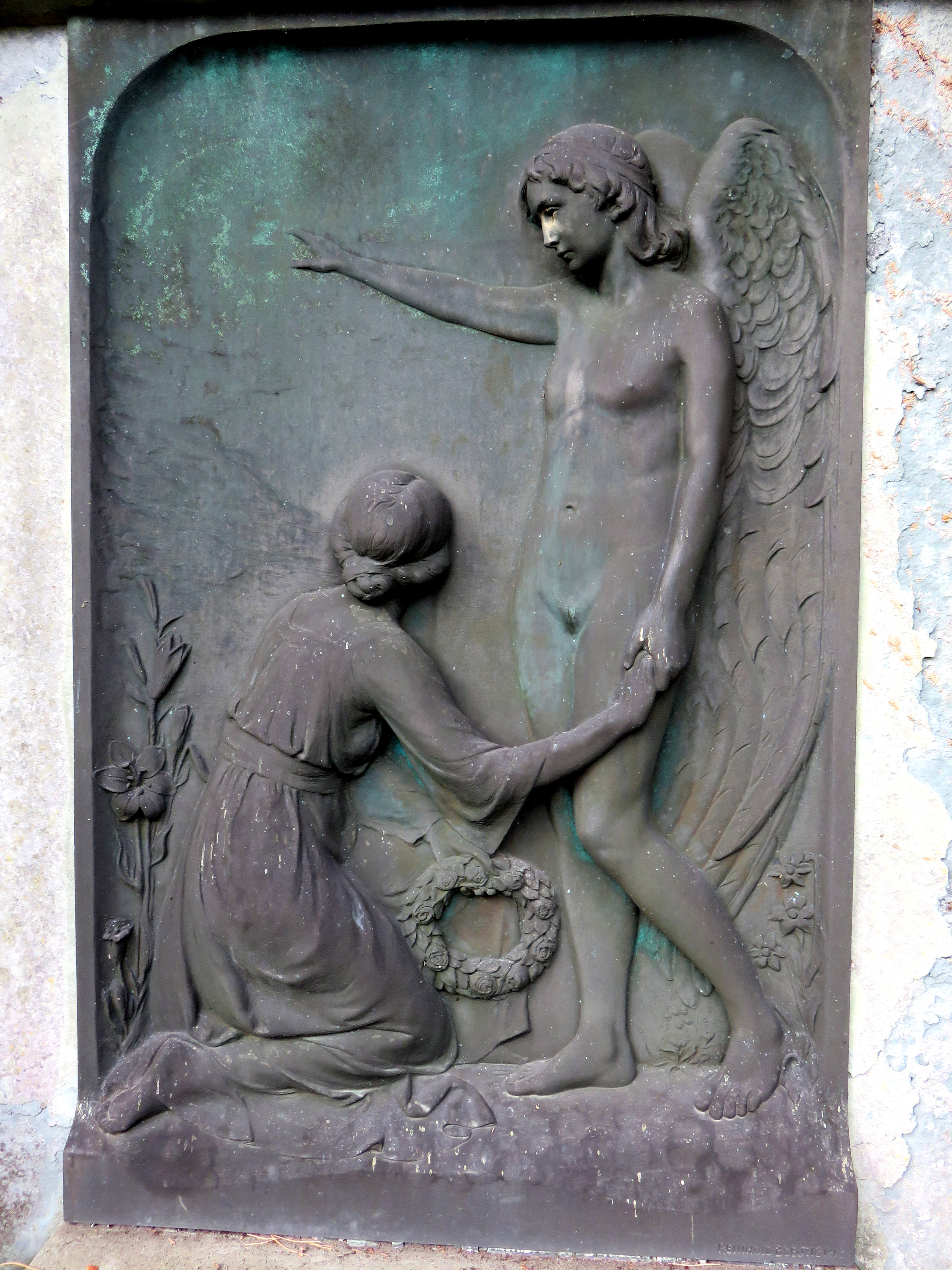
Relief am Grabmal der Familie Gültzow, Friedhof Ohlsdorf

- Drei Lebensalter (1925), Stele mit Bronzerelief am Grab des Superintendenten Conrad Krüger (1848–1924, Pfarrer der Kirchengemeinde St. Petri), St. Petri-Kirchhof, Berlin-Friedrichshain.[9]

## Auszeichnungen
Seine Werke wurden mehrfach prämiert.
- Silberne Staatsmedaille, Salzburg 1904 für Eine Frage
- Bronzemedaille auf der Weltausstellung 1904 in St. Louis für Eine Frage
- Große silberne Staatsmedaille 1911 für Versuchung
- Prinzregent-Luitpold-Medaille 1911
- Medaille „Universitas Studii Lipsiensis“, Leipzig 1910
- Königlich-schwedische Staatsmedaille in Bronze 1914[2]